# Núi Ibuki
Núi Ibuki (伊吹山 Ibuki-yama) là một núi cao 1.377 m (4.518 ft), tại biên giới Maibara, Shiga và Ibigawa, Gifu, Nhật Bản. Là một trong 100 núi nổi tiếng Nhật Bản, nó cũng được đưa vào danh sách 100 núi tại vùng Kinki và 50 núi tại vùng Shiga. Núi Ibuki là ngọn núi cao nhất ở quận Shiga.

## Địa lý
Núi Ibuki là đỉnh cao nhất thuộc dãy núi Ibuki, trải dài từ Bắc vào Nam dọc theo biên giới hai quận Shiga và Gifu. Tọa lạc ở điểm cuối phía nam ngọn núi là dãy núi Suzuka không xa về phía nam. Đồng bằng nhỏ ở chân núi này, Sekigahara, đã trở thành một trong những điểm chiến lược quan trọng nhất trong lịch sử Nhật Bản.

## Thiên nhiên
Núi Ibuki nổi tiếng đón nhận lượng tuyết rơi nhiều nhất thế giới trong lịch sử ghi chép. Vào ngày 14 tháng 2 năm 1927 theo ghi chép của chính quyền, độ sâu của tuyết ở phía trên đỉnh là 11,82 m (38,8 ft), là một kỷ lục thế giới. Từ xa xưa, núi Ibuki cũng đã nổi tiếng với số thực động vật hoang dã phong phú và đa dạng, cũng như với hình dáng hùng vĩ.

## Khí hậu
Núi Ibuki có khí hậu lục địa ẩm ướt (dựa theo phân loại khí hậu Köppen DFB) với mùa hè ấm và mùa đông lạnh.
| Dữ liệu khí hậu của Núi Ibuki     | Dữ liệu khí hậu của Núi Ibuki | Dữ liệu khí hậu của Núi Ibuki | Dữ liệu khí hậu của Núi Ibuki | Dữ liệu khí hậu của Núi Ibuki | Dữ liệu khí hậu của Núi Ibuki | Dữ liệu khí hậu của Núi Ibuki | Dữ liệu khí hậu của Núi Ibuki | Dữ liệu khí hậu của Núi Ibuki | Dữ liệu khí hậu của Núi Ibuki | Dữ liệu khí hậu của Núi Ibuki | Dữ liệu khí hậu của Núi Ibuki | Dữ liệu khí hậu của Núi Ibuki | Dữ liệu khí hậu của Núi Ibuki |
| Tháng                             | 1                             | 2                             | 3                             | 4                             | 5                             | 6                             | 7                             | 8                             | 9                             | 10                            | 11                            | 12                            | Năm                           |
| --------------------------------- | ----------------------------- | ----------------------------- | ----------------------------- | ----------------------------- | ----------------------------- | ----------------------------- | ----------------------------- | ----------------------------- | ----------------------------- | ----------------------------- | ----------------------------- | ----------------------------- | ----------------------------- |
| Trung bình ngày tối đa °C (°F)    | −3.4 (25.9)                   | −2.9 (26.8)                   | 0.6 (33.1)                    | 8.3 (46.9)                    | 13.2 (55.8)                   | 16.2 (61.2)                   | 19.8 (67.6)                   | 20.9 (69.6)                   | 17.1 (62.8)                   | 11.9 (53.4)                   | 6.2 (43.2)                    | −0.3 (31.5)                   | 9.0 (48.2)                    |
| Trung bình ngày °C (°F)           | −5.7 (21.7)                   | −5.4 (22.3)                   | −2.4 (27.7)                   | 4.6 (40.3)                    | 9.5 (49.1)                    | 13.3 (55.9)                   | 17.2 (63.0)                   | 18.0 (64.4)                   | 14.3 (57.7)                   | 8.5 (47.3)                    | 3.1 (37.6)                    | −2.6 (27.3)                   | 6.0 (42.9)                    |
| Tối thiểu trung bình ngày °C (°F) | −8.0 (17.6)                   | −7.9 (17.8)                   | −5.3 (22.5)                   | 1.3 (34.3)                    | 6.2 (43.2)                    | 10.8 (51.4)                   | 15.0 (59.0)                   | 15.9 (60.6)                   | 12.1 (53.8)                   | 5.9 (42.6)                    | 0.4 (32.7)                    | −4.9 (23.2)                   | 3.5 (38.2)                    |
| Độ ẩm tương đối trung bình (%)    | 90                            | 88                            | 84                            | 80                            | 80                            | 89                            | 94                            | 93                            | 91                            | 83                            | 85                            | 89                            | 87                            |
| Số giờ nắng trung bình tháng      | 66.3                          | 77.3                          | 129.4                         | 146.6                         | 172.5                         | 112.3                         | 99.7                          | 121.6                         | 98.3                          | 136.2                         | 106.5                         | 78.1                          | 1.344,8                       |
| Nguồn: NOAA (1961-1990)           |                               |                               |                               |                               |                               |                               |                               |                               |                               |                               |                               |                               |                               |

## Lộ trình
Núi Ibuki là một trong những ngọn núi dễ leo lên nhất. Thông thường, có hai cách để lên núi. Cách đơn giản nhất là sử dụng đường lái xe Ibuki. Từ bãi đậu xe chỉ mất 10 phút đi bộ đến đỉnh chóp. Có một xe buýt đi từ ga Sekigahara đến bãi đậu xe trong những tháng mùa hè. Phương pháp thứ hai là chỉ cần leo lên núi từ nền bệ. Nhiều người leo núi từ trạm xe buýt Ibuki-Tozanguchi, mất 10 phút bằng xe buýt từ nhà ga Omi Nagaoka trên Tōkaidō Main Line. Cho đến năm 2011, Gondola là một khu nghỉ mát trượt tuyết Sangome nửa chừng trên sườn núi. Cả hai đã bị đóng cửa kể từ đó và tất cả thang máy bị loại bỏ.

## Hình ảnh

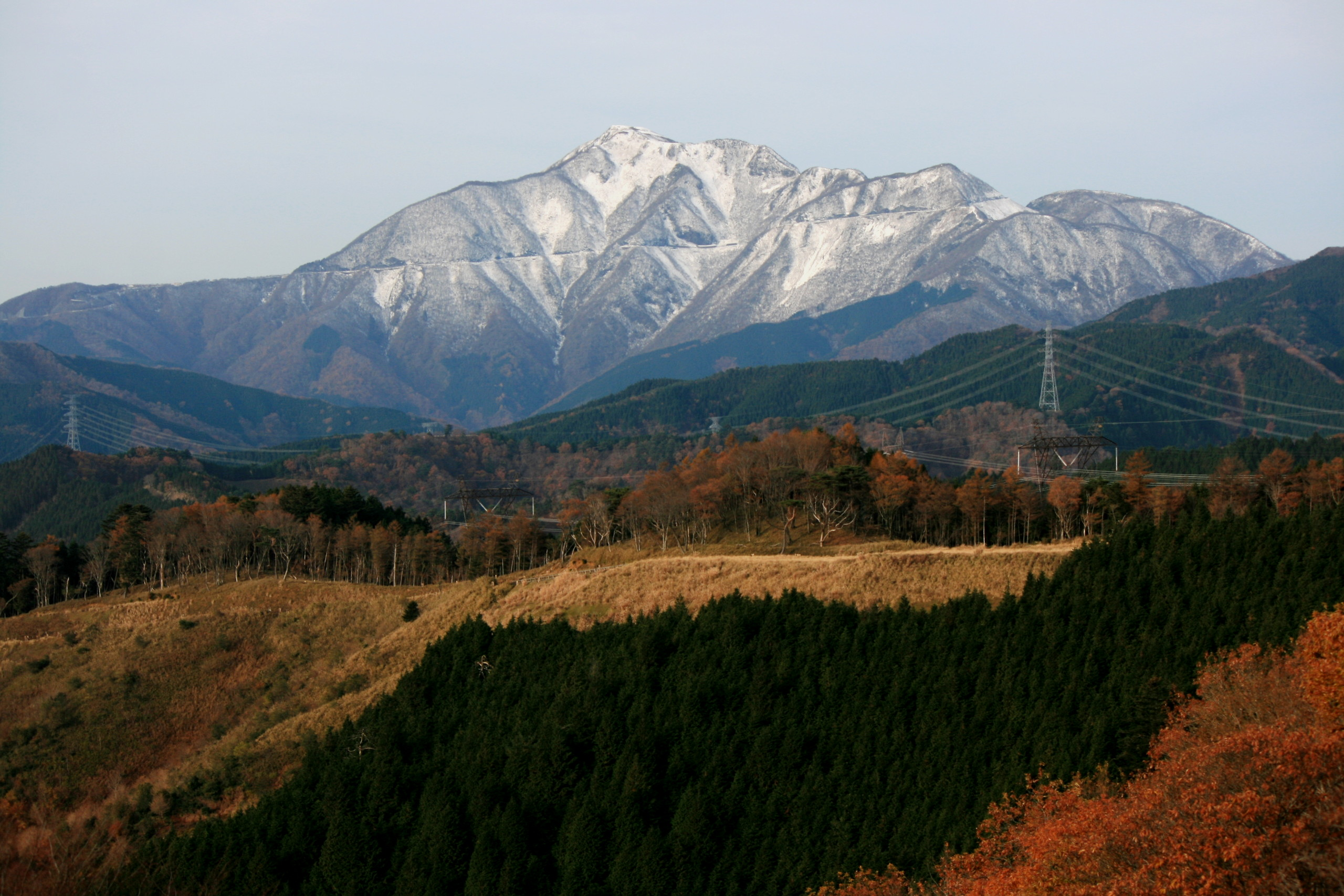
từ núi Ikeda
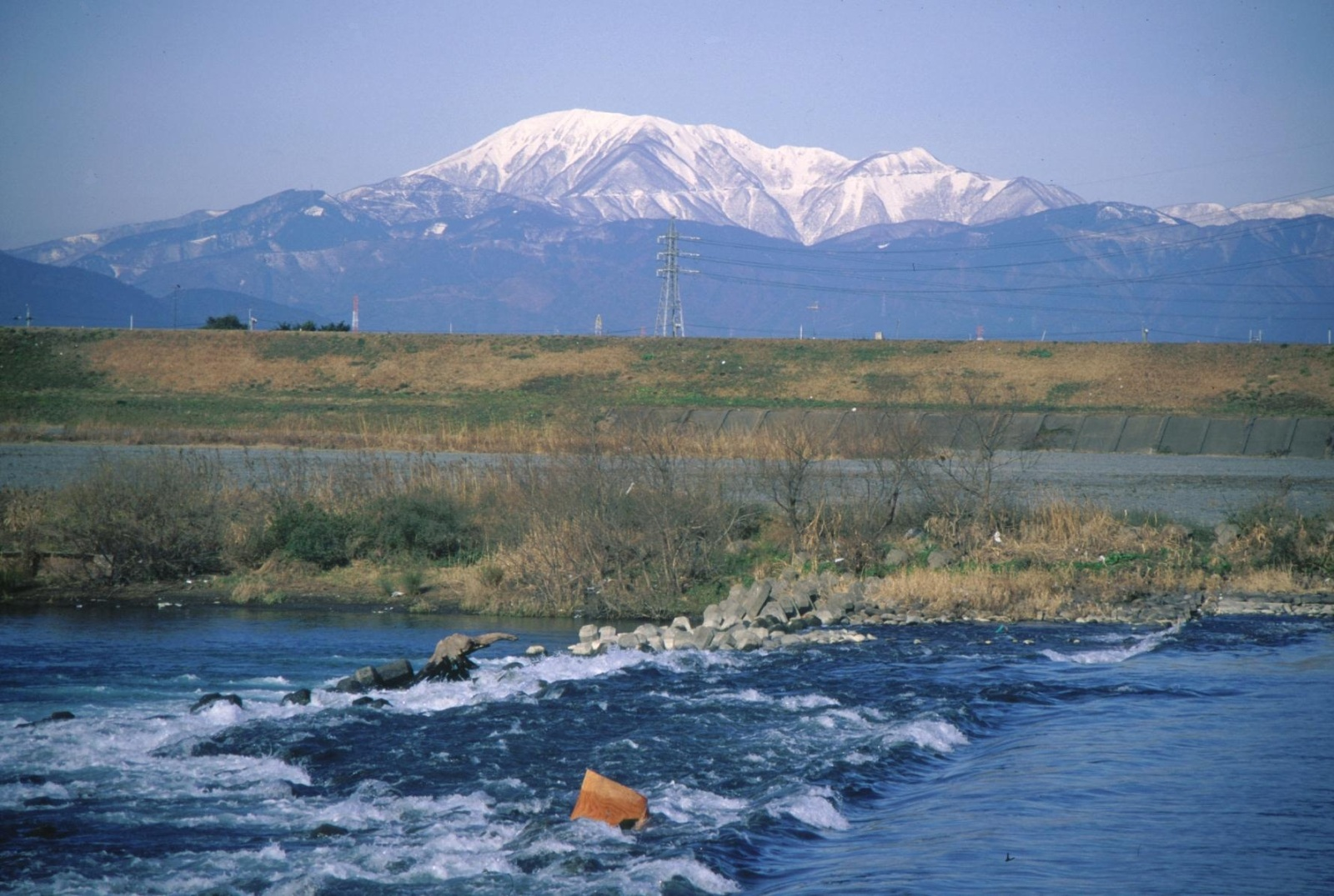
từ sông Ibi
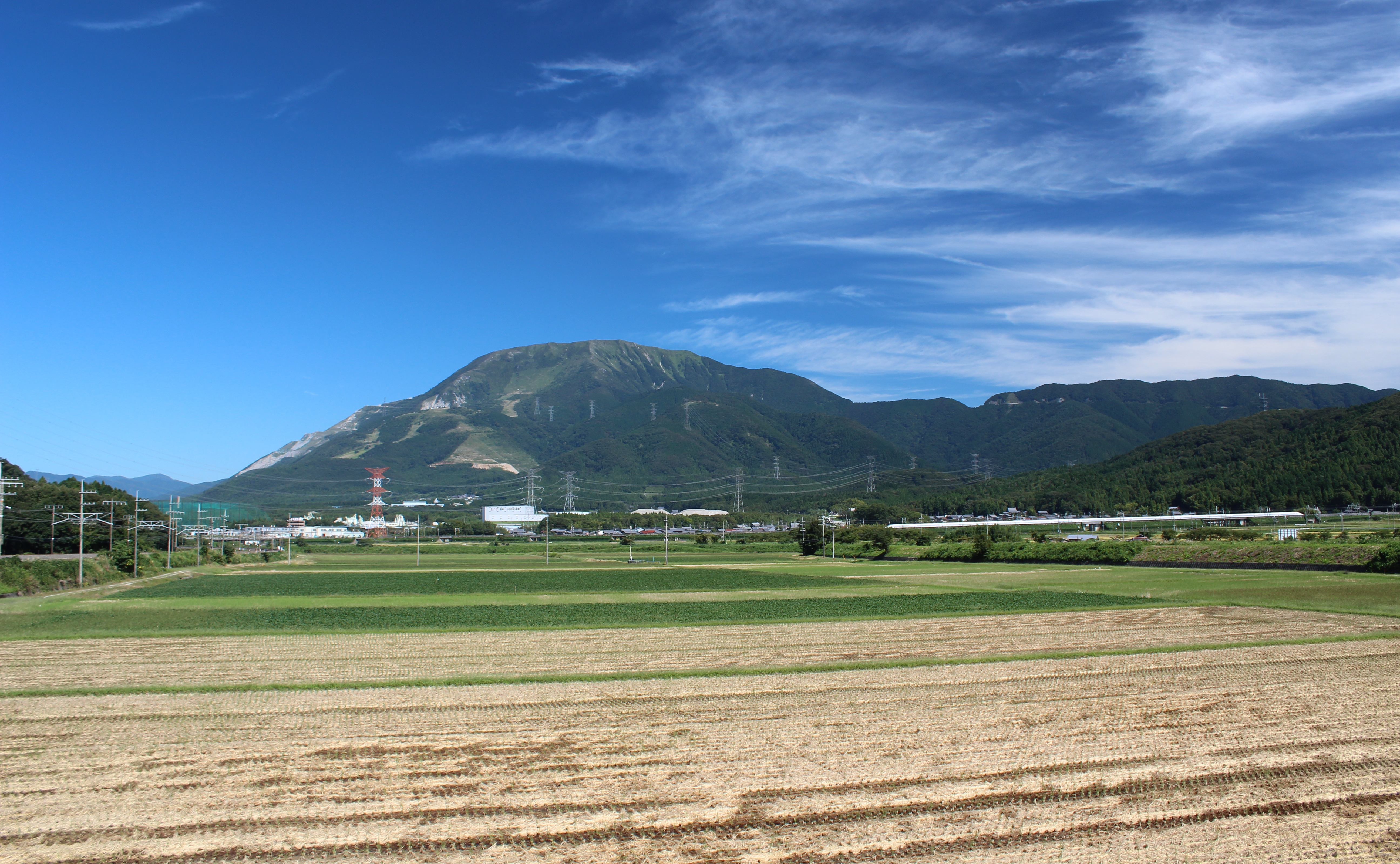
từ Maibara
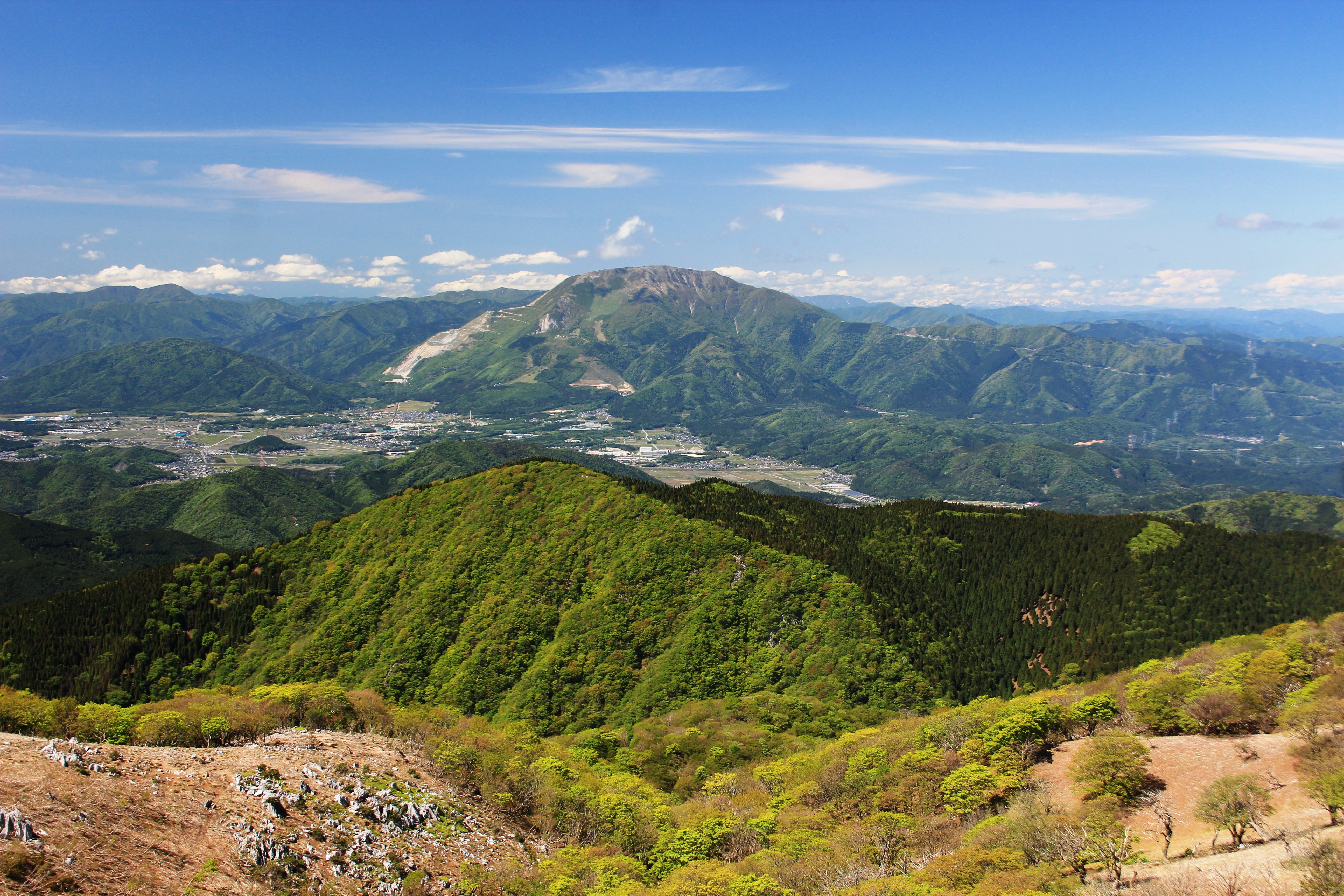
từ núi Ryozen
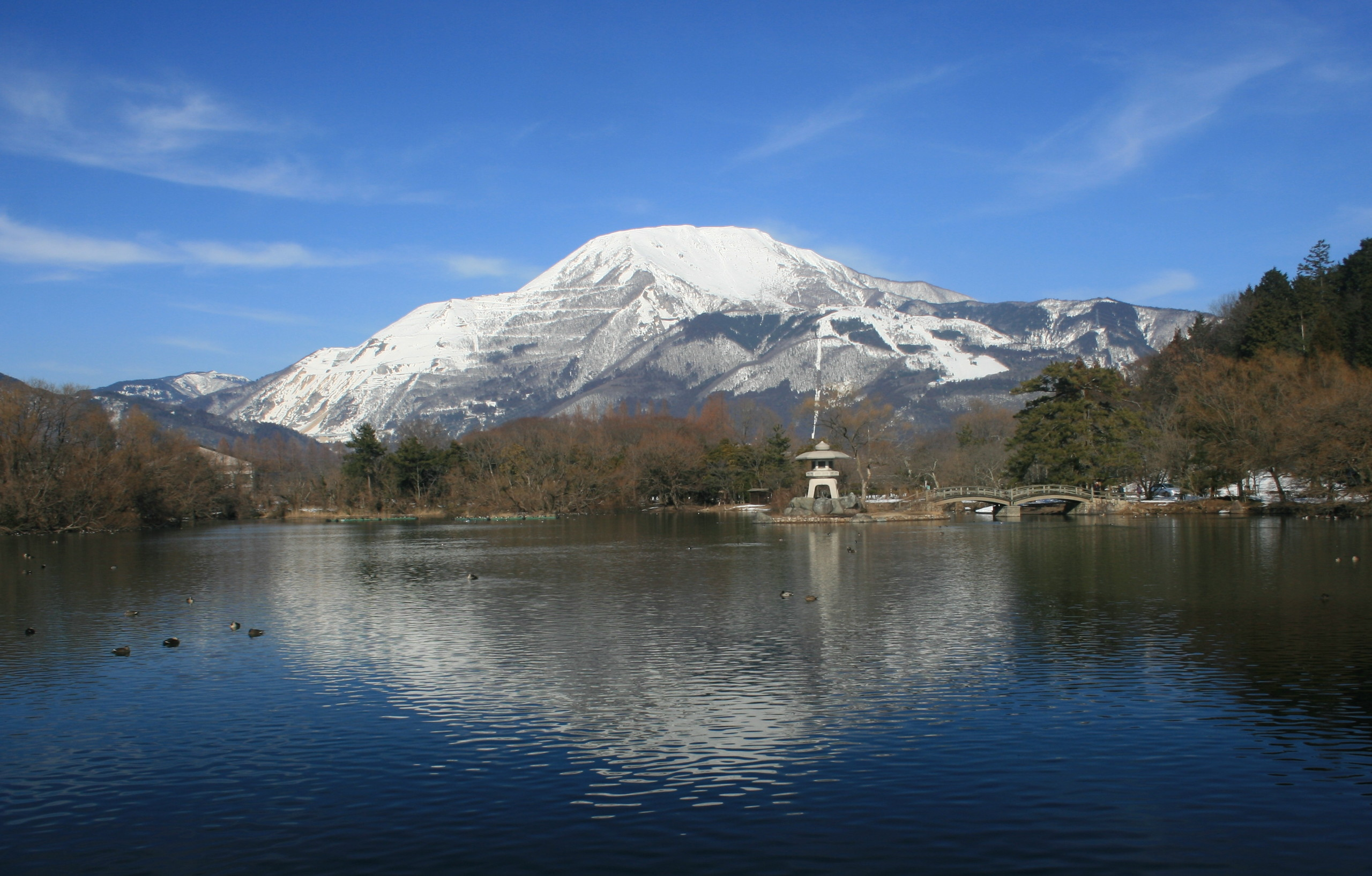
từ Pond Mishima
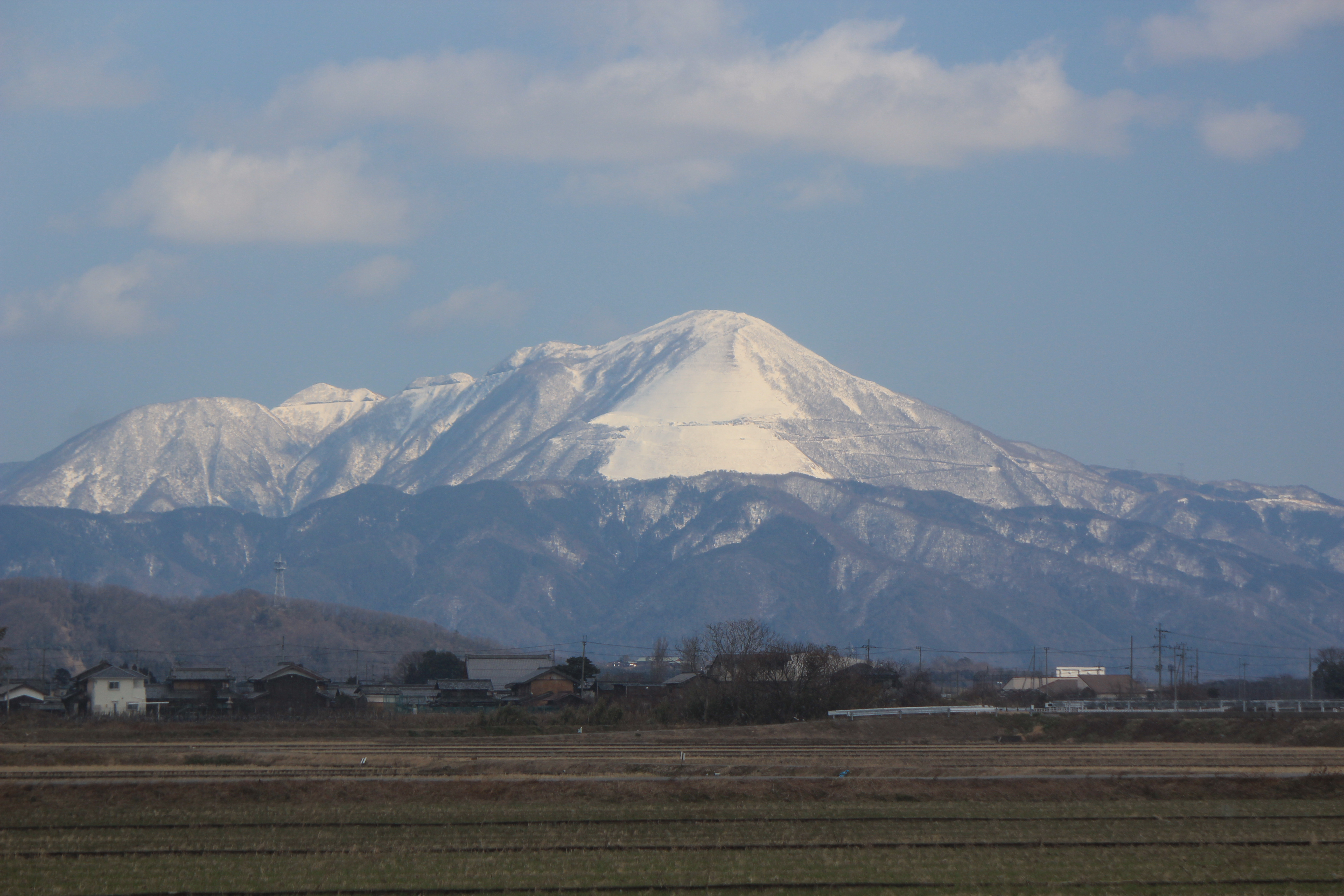
từ nhà ga Kohoku mizudori
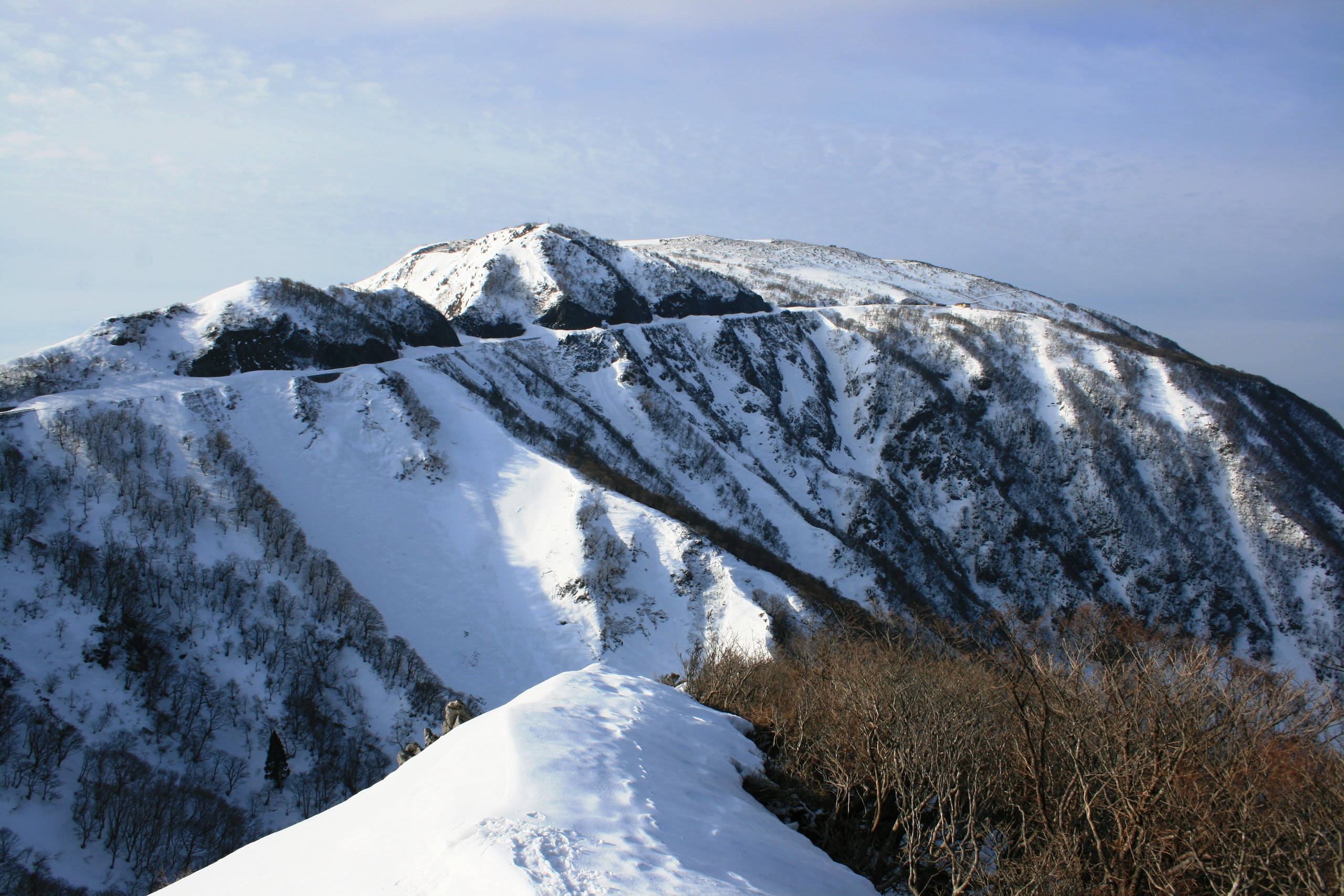
từ Shizumagahara